# Azuré de l'ajonc
Plebejus argus
Espèce
Statut de conservation UICN

 LC : Préoccupation mineure
L’Azuré de l'ajonc ou Petit argus (Plebejus argus) est une espèce d'insectes lépidoptères (papillons) de la famille des Lycaenidae et de la sous-famille des Polyommatinae.

## Systématique
L'espèce Plebejus argus a été décrite par le naturaliste suédois Carl von Linné en 1758, sous le nom initial de Papilio argus.
De très nombreuses sous-espèces, formes et variétés ont été décrites et ne sont pas reconnues par tous les auteurs, ce qui fait qu'il existe de nombreux synonymes,.
Le site Funet mentionne les sous-espèces suivantes :
- Plebejus argus argus (Linnaeus, 1758) — Scandinavie.
- Plebejus argus aegon (Denis & Schiffermüller, 1775) — Carélie.
- Plebejus argus bella (Herrich-Schäffer, [1844]) — Asie Mineure, Levant, Caucase.
- Plebejus argus micrargus (Butler, 1878) — Japon, Sakhaline.
- Plebejus argus bejarensis (Chapman, 1902)
- Plebejus argus casaiacus Chapman, 1907 — Espagne.
- Plebejus argus vigensis Tutt, 1909 — Espagne.
- Plebejus argus branuelasensis  Tutt, 1909 — Espagne.
- Plebejus argus coreanus Tutt, 1909 — Extrême-Orient russe, Corée.
- Plebejus argus lydiades (Fruhstorfer, 1910)
- Plebejus argus cleomenes (Fruhstorfer, 1910) — Carpates.
- Plebejus argus claraobscura (Verity, 1931)
- Plebejus argus clarasiaticus (Verity, 1931) — de l'Altaï à l'Extrême-Orient russe.
- Plebejus argus wolgensis (Forster, 1936) — Sud de l'Europe, Asie centrale.
- Plebejus argus obensis (Forster, 1936) — Oural, Ouest de la Sibérie.
- Plebejus argus pamira (Forster, 1936) — Pamir.
- Plebejus argus sultana (Forster, 1936) — Asia Minor
- Plebejus argus seoki Shirôzu & Sibatani, 1943 — Corée, Japon.
- Plebejus argus asur Agenjo, 1966 — Espagne.
- Plebejus argus corsicus (Bellier 1862) — Corse[3].

## Noms vernaculaires
- En français : l’Azuré de l'ajonc, le Petit argus[4], l'Argus, l'Argus bleu-violet, l'Argus satiné[5].
- En anglais : Silver-studded blue.
- En espagnol : Niña hocecillas[1].

## Description
C'est un petit papillon qui présente un dimorphisme sexuel, le dessus du mâle est bleu violet à bordure noire et frange blanche, celui de la femelle est marron avec une ligne de lunules sub marginales orange surtout visibles aux postérieures.
Le revers est beige chez le mâle, ocre chez la femelle orné d'une ligne marginale de points noirs pupillés de bleu vert argenté doublée d'une ligne de lunules orange puis d'une ligne de points noirs cerclés de blanc.

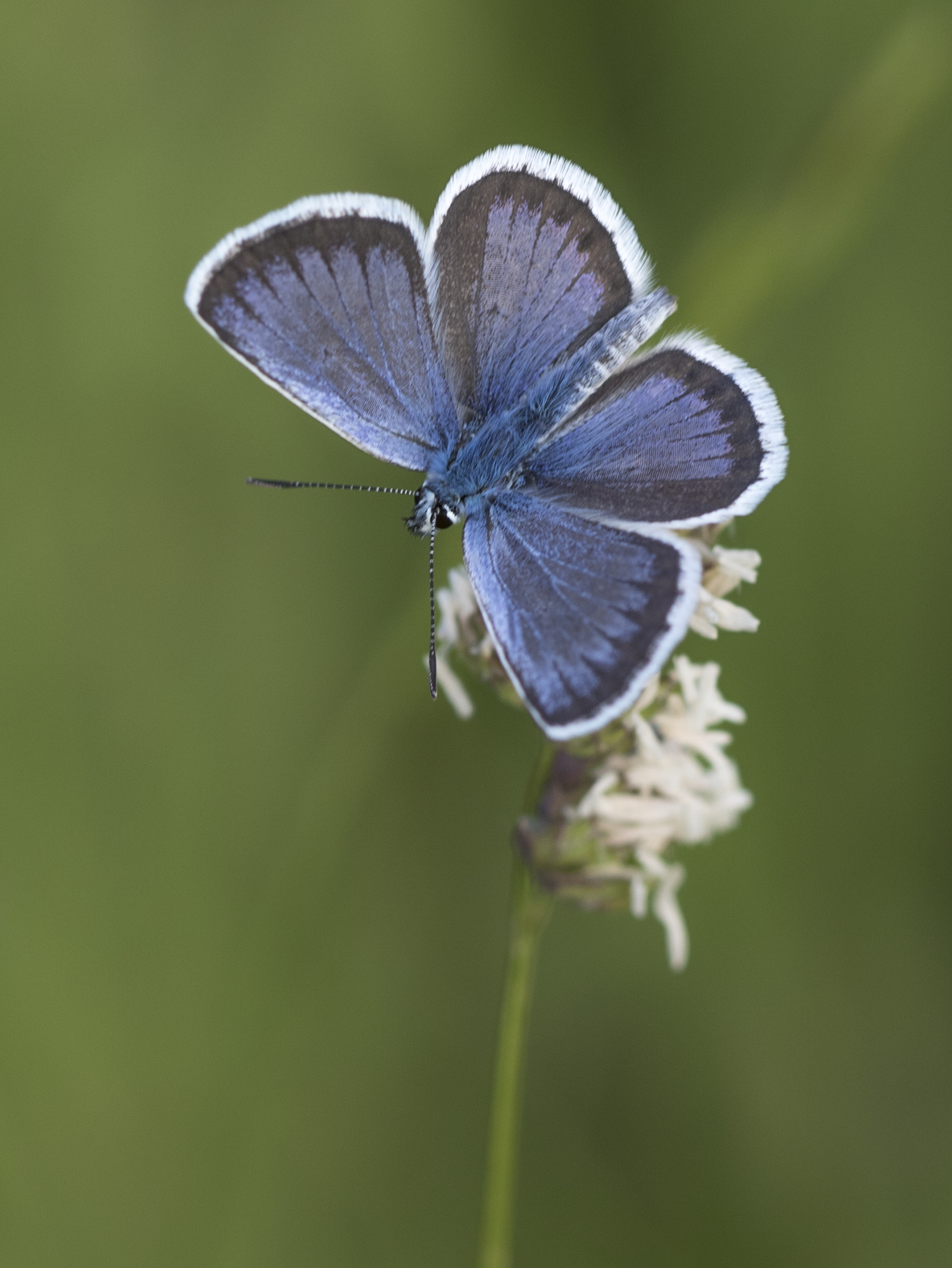
Avers d'un mâle.
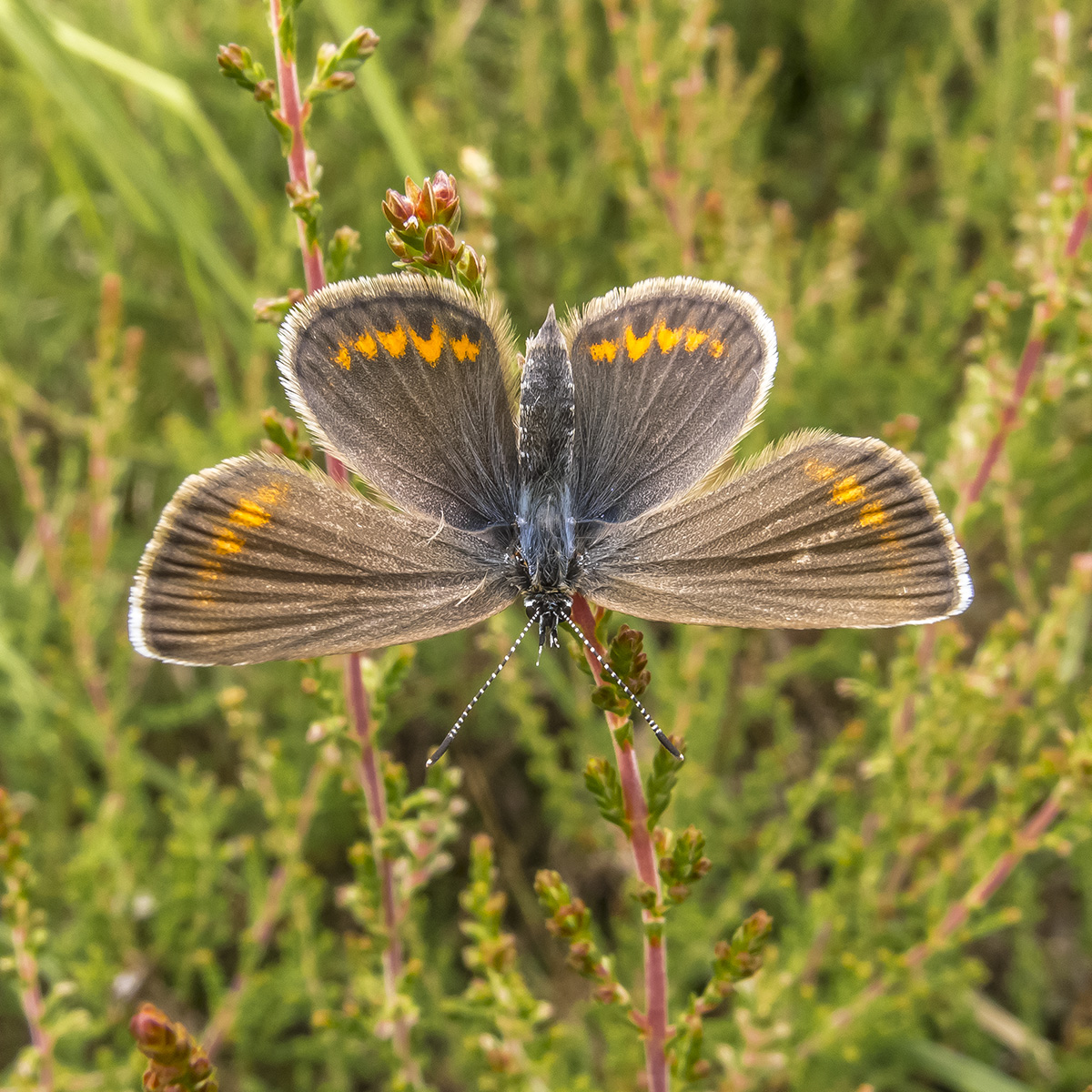
Avers d'une femelle.
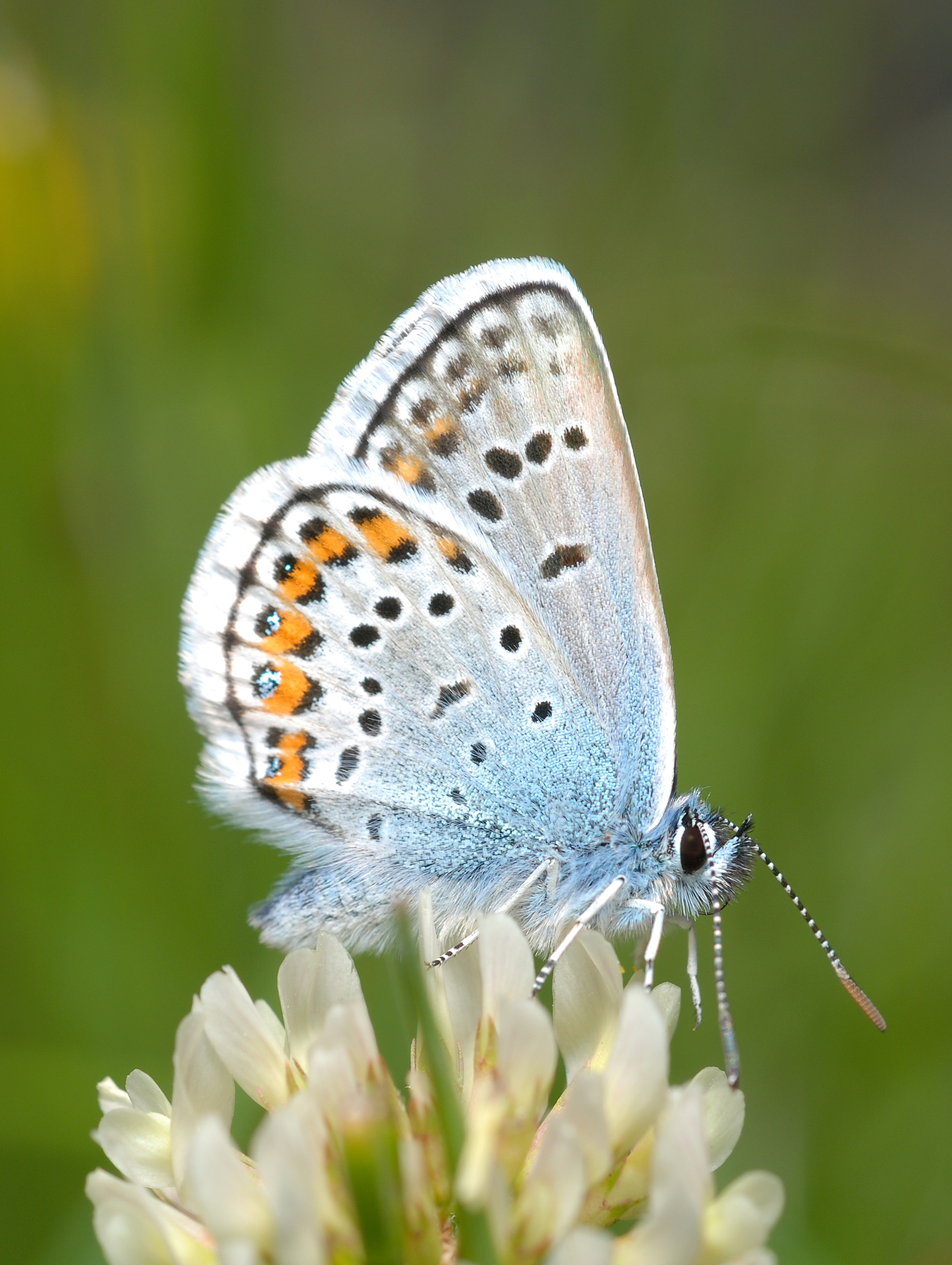
Revers d'un mâle.
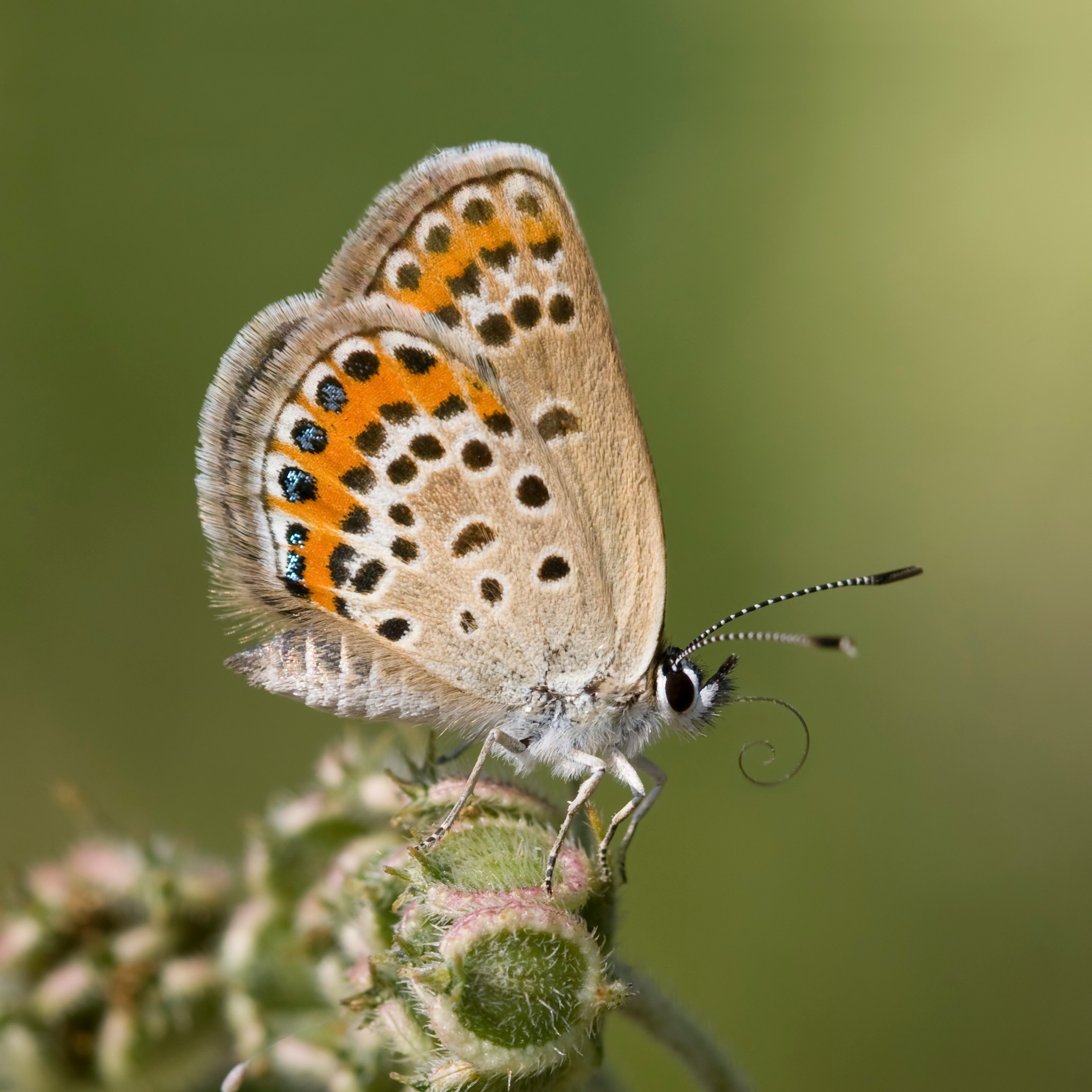
Revers d'une femelle.

### Chenille
La chenille, petite et trapue, possède une tête rétractile noire et un corps verdâtre avec une bande dorsale brune et sur les flancs une ligne blanche.

## Biologie

### Période de vol et hivernation
Il hiverne à l'état d'œuf ou de chenille.
Les chenilles sont soignées par des fourmis (mutualisme).
Il vole en deux générations, en mai-juin puis juillet-août. Les sous-espèces Plebejus argus aegidion, Plebejus argus hypochionus et Plebejus argus corsica  sont univoltines.

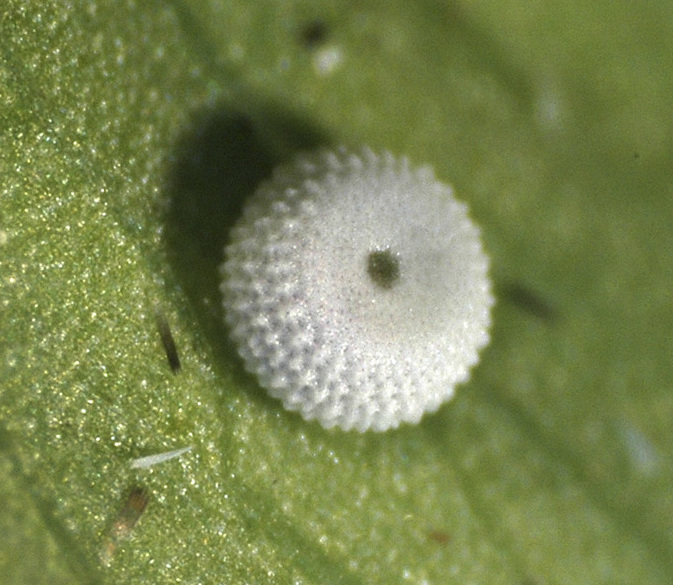
Œuf
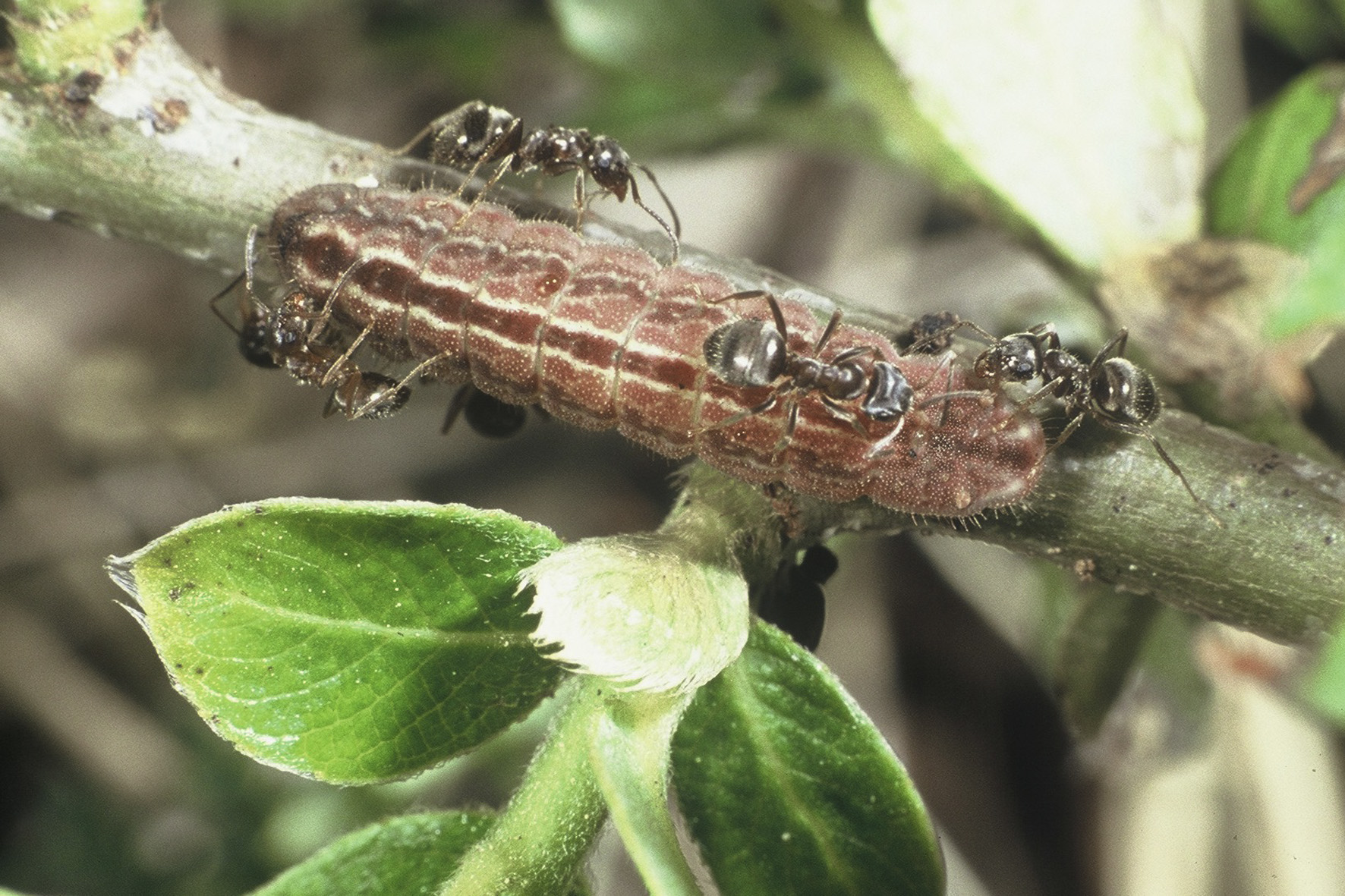
Chenille et fourmis
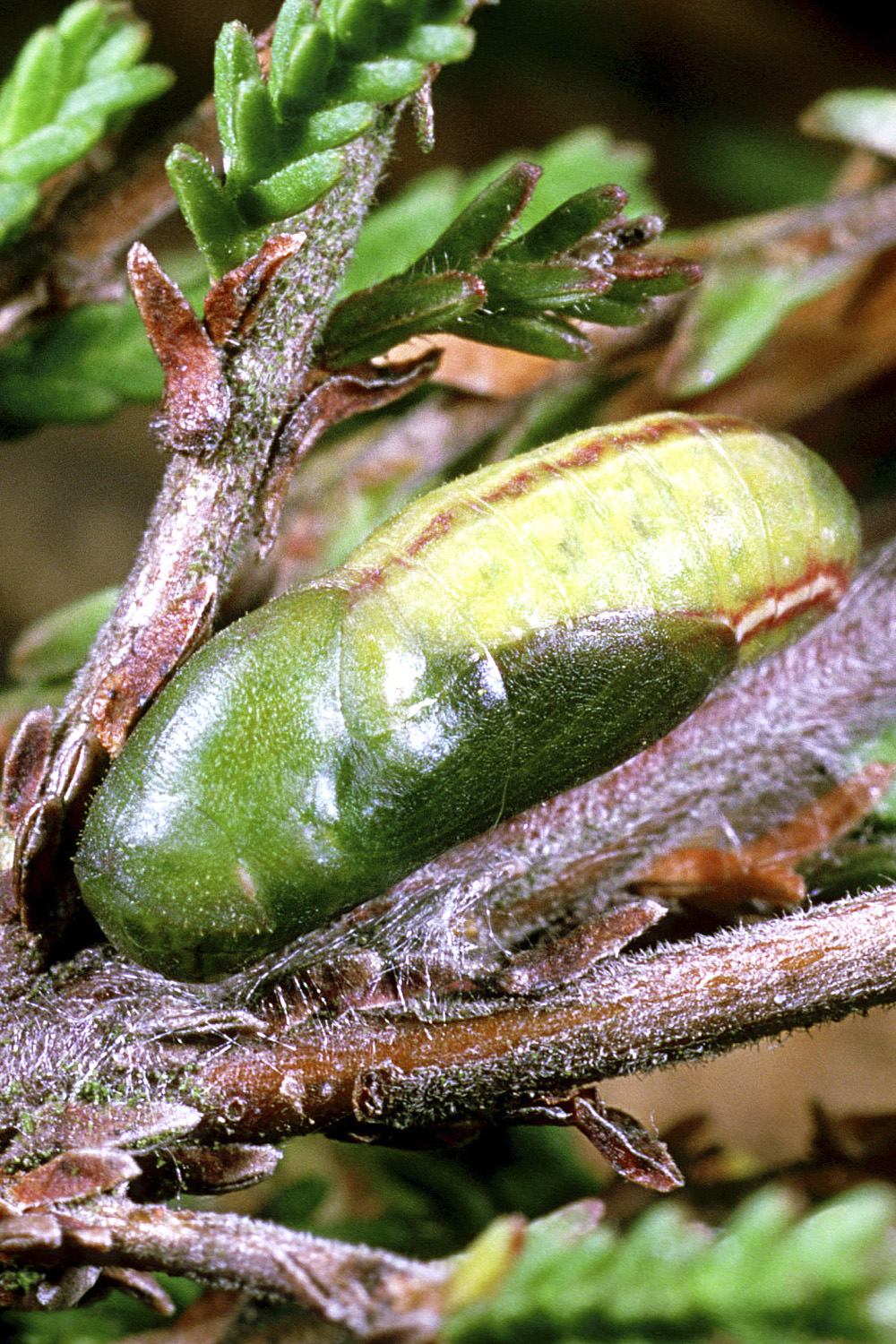
Chrysalide

### Plantes hôtes
Ses plantes hôtes sont des fabacées (gousses et fleurs): Astragalus, Coronilla, Cytisus, Galega, Genista, Lotus, Ulex. Pour Plebejus argus caernensis, la plante hôte est Helianthemum nummularium; pour Plebejus argus aegidion, c'est Onobrychis supina et Dirycnium pentaphyllum.

## Écologie et distribution
L'aire de répartition de l'Azuré de l'ajonc est paléarctique et recouvre toute l'Europe (sauf au nord la majorité de l'Angleterre et de la Scandinavie) et l'Asie tempérée jusqu'au Japon,.
En France métropolitaine, il serait présent dans tous les départements sauf quatre, Lot-et-Garonne, Tarn-et-Garonne, Mayenne et Hauts-de-Seine. Mais la dernière mention remonte souvent à plusieurs dizaines d'années comme dans la Vienne 1912.

### Biotope
Il réside dans des lieux variés herbus et fleuris.

### Protection
Pas de statut de protection particulier.

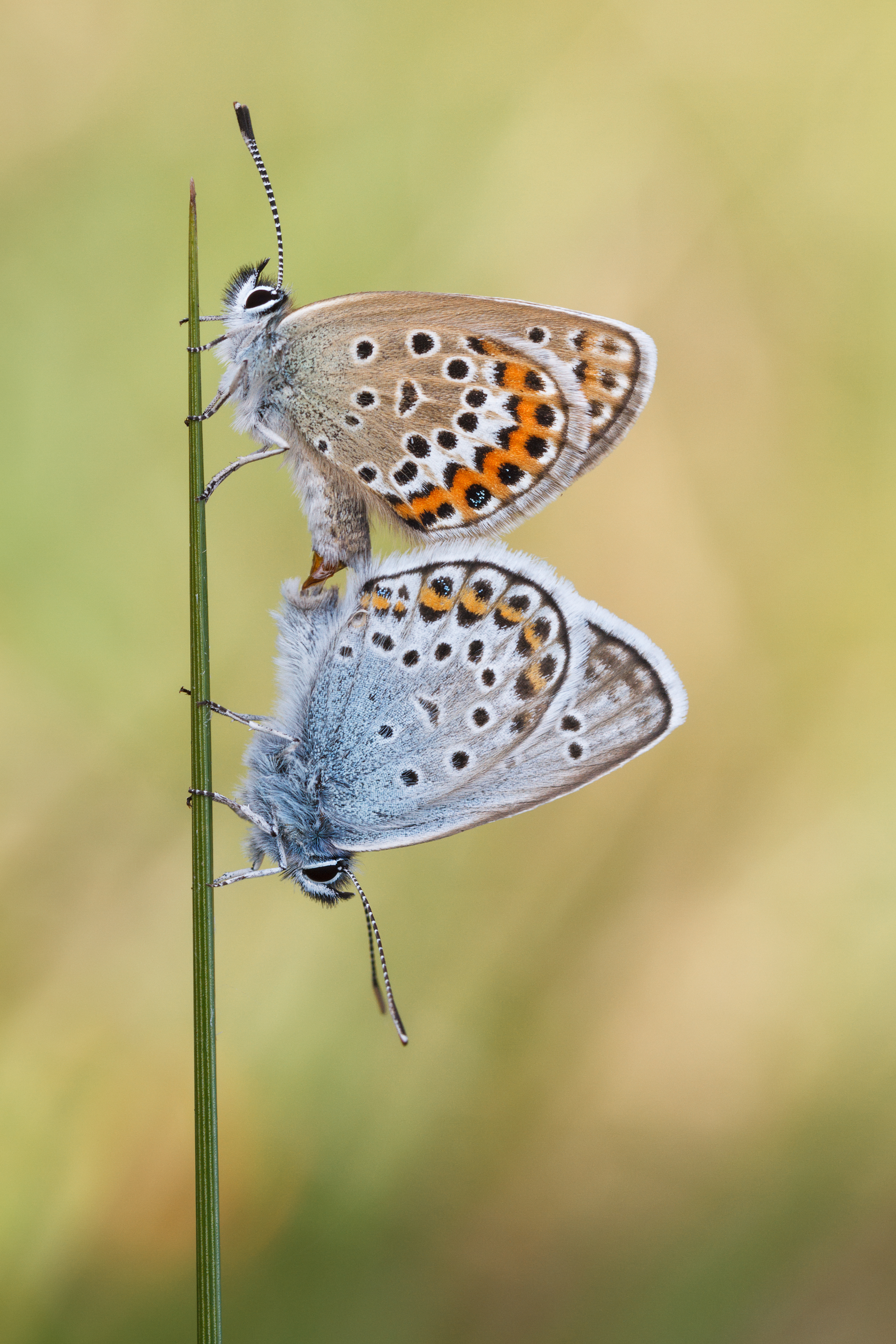
Accouplement de Plebejus argus